# 叭嗹溪
叭嗹溪，習用八連溪，又名八賢溪，位於台灣北部，屬於淡水河水系，為基隆河的支流，流域分佈於新北市汐止區西北部，發源於五指山區，向東南流經車坪寮、內八連、雙溪、鶯歌石埔、外八連，於番子寮注入基隆河。 

## 叭嗹溪主要支流
- 叭嗹溪
  - 小溪